# Nicolas-Marie Gatteaux

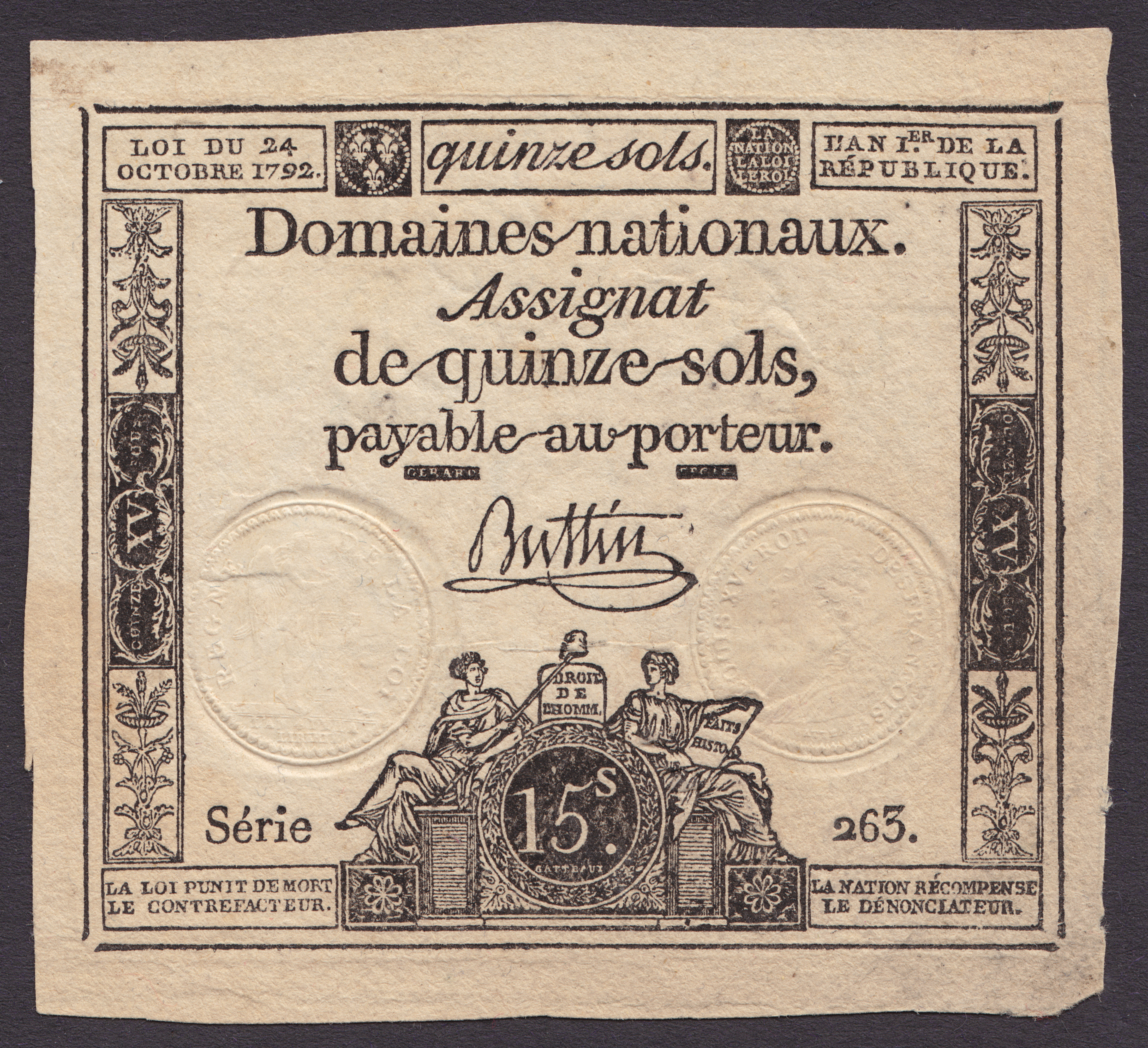
Assegno dei primi dell'Ottocento, consegnato a Gatteaux per una sua scultura.

Nicolas-Marie Gatteaux (Parigi, 2 agosto 1751 – 24 giugno 1832) è stato un medaglista e scultore francese.

## Biografia
Appartenne ad una famiglia di artisti, dediti per tradizione soprattutto alla pittura e alla scultura.
Suo figlio Jacques-Édouard seguì le sue orme ottenendo un successo ancora maggiore nell'attività artistica.
Si formò artisticamente studiando sotto la guida di Delorme e di Gros.
Nel 1781 fu nominato medaglista reale, ed il compito di realizzare una serie di medaglie descriventi gli eventi fondamentali del regno di Luigi XVI.
Questo suo impegno, e naturalmente anche l'incarico di graveur des médailles du roi proseguì nei periodi successivi, durante la Rivoluzione, il Direttorio, il Consolato, l'Impero di Napoleone Bonaparte e la Restaurazione, ed i suoi sforzi produssero circa 300 pezzi.
Tra gli eventi memorabili modellati sulle medaglie si possono annoverare la Morte di Luigi XV, l'Incoronazione di Luigi XVI, la Nascita di Dauphin, l'Invenzione delle mongolfiere, il Viaggio di Philippe-Isidore Picot de Lapeyrouse, l'Abolizione dei privilegi.
Altre medaglie raffigurarono alcuni personaggi famosi come ad esempio Joseph Haydn, il conte Maurepas, d'Alembert.
Progettò e realizzò una ingegnosa e originale macchina utile per la lavorazione degli scultori.
Grazie a questa apparecchiatura portò a termine l'imponente statua del Genio della Storia, esibita ancora oggi al Louvre.
Nel 1813, Napoleone commissionò all'artista la progettazione di un nuovo modello di pianificazione urbana di Parigi.